# Duraglia xanthe
Duraglia xanthe är en fjärilsart som beskrevs av Frederick H. Rindge 1986. Duraglia xanthe ingår i släktet Duraglia och familjen mätare. Inga underarter finns listade i Catalogue of Life.